# ディール・シャムシェル・ラナ

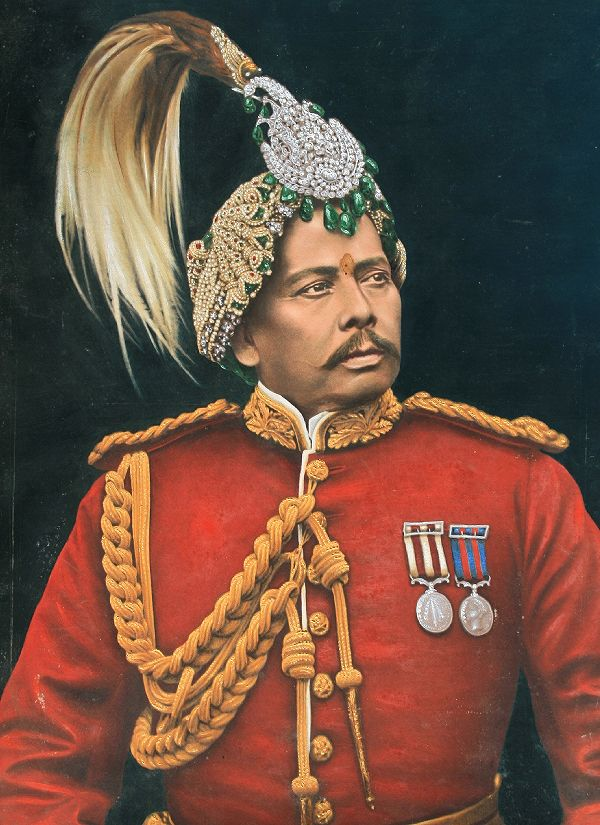
ディール・シャムシェル・ラナ

ディール・シャムシェル・ラナ（Dhir Shamsher Rana, 1828年 - 1884年10月14日）は、ネパール王国の政治家、軍人。事実上の首相でもあった。ディール・シャムシェル・クンワル（Dhir Shamsher Kunwar）とも呼ばれる。

## 生涯
1828年、 バール・ナラシンハ・クンワルの息子として生まれた。
1877年、兄ジャンガ・バハドゥル・ラナが死亡すると、別の兄ラノッディープ・シンハ・ラナが首相となった。だが、ディールが実権を握り、事実上の首相となった。
だが、ディール・シャムシェルの専横を嫌う皇太子トライローキャ・ビクラム・シャハ、その弟ナレンドラ・ビクラム・シャハは王族、タパ、パンデ、バスネット、ビシュタなど貴族らと組み、その追い落としを計画した。だが、トライローキャが急死したのち、ディール・シャムシェルはナレンドラ王子を追放、味方した大勢の貴族を殺害、追放、財産没収し、絶大な権力を手にした。
1884年12月24日、ディール・シャムシェルはパシュパティナートの川岸で魚を食べていた際、魚の骨がのどに刺さって死亡した。死の間際、息子らに「何としてでも王権を握れ、さもなければ悲運を招く」と言い残した。

## 息子の一覧
合計で17人の息子がおり、そのうち5人が首相となった。また、ラノッディープ・シンハ・ラナ殺害後、彼らは叔父「ジャンガ・バハドゥル」の名を自身の名に付け加えている。
- ビール・シャムシェル・ジャンガ・バハドゥル・ラナ
- カドガ・シャムシェル・ジャンガ・バハドゥル・ラナ
- ラナ・シャムシェル・ジャンガ・バハドゥル・ラナ
- デーブ・シャムシェル・ジャンガ・バハドゥル・ラナ
- チャンドラ・シャムシェル・ジャンガ・バハドゥル・ラナ
- ビーム・シャムシェル・ジャンガ・バハドゥル・ラナ
- ファッテ・シャムシェル・ジャンガ・バハドゥル・ラナ
- ラリト・シャムシェル・ジャンガ・バハドゥル・ラナ
- ジート・シャムシェル・ジャンガ・バハドゥル・ラナ
- ジュッダ・シャムシェル・ジャンガ・バハドゥル・ラナ
- ダンバル・シャムシェル・ジャンガ・バハドゥル・ラナ
- ジャドゥ・シャムシェル・ジャンガ・バハドゥル・ラナ
- プールナ・シャムシェル・ジャンガ・バハドゥル・ラナ
- ドゥルガ・シャムシェル・ジャンガ・バハドゥル・ラナ
- シェール・シャムシェル・ジャンガ・バハドゥル・ラナ
- カンバ・シャムシェル・ジャンガ・バハドゥル・ラナ
- ハルカ・シャムシェル・ジャンガ・バハドゥル・ラナ